# هاینریش شلیمان
هاینریش شلیمان (به آلمانی Heinrich Schliemann) متولد ۱۸۲۲ میلادی و درگذشته به سال ۱۸۹۰ میلادی، باستان‌شناس غیر کلاسیک (آماتور) آلمانی بود که توانست بخشی از شهر باستانی تروآ را کشف کند و از زیر خاک بیرون بیاورد.